# Fujian (schip, 2022)
Fujian (18) (Chinees: 福建舰; pinyin: Fújiàn Jiàn) of Type 003 is een Chinees vliegdekschip van de Marine van het Volksbevrijdingsleger, genoemd naar de provincie Fujian. De Fujian werd op 17 juni 2022 te water gelaten en is China's eerste vliegdekschip naar een volledig Chinees ontwerp.
De Type 003-klasse werd oorspronkelijk officieus “Type 002” genoemd toen werd aangenomen dat de Shandong, China's toen nog niet voltooide tweede vliegdekschip, “Type 001A” zou worden genoemd. Shandongs officiële naam, “Type 002”, werd tijdens de inbedrijfstelling onthuld. Waarnemers dachten daarom dat de derde carrier “Type 003” zou worden. Volgens waarnemers zou het schip ongeveer 316 meter lang zijn, met een vliegdek van 76 meter breed, qua afmetingen vergelijkbaar met de Amerikaanse Gerald R. Ford-klasse schepen. De tonnemaat werd eerst geraamd op 85.000 ton, maar zou eerder naar de 100.000 ton gaan.
De Fujian zal naar verwachting gebruik maken van stoomturbines en een elektromagnetische katapult, terwijl de vorige Chinese vliegdekschepen conventioneel werden aangedreven en vliegtuigen lanceerden met een springschans.
Het schip zou plaats bieden aan een 40-tal straaljagers, plus propeller-vrachtvliegtuigen en AWACS-verkenningsvliegtuigen.
Sinds 2024 is nog een groter vliegdekschip in aanbouw: het type 004 vliegdekschip.